# Грейсон (округ, Кентукки)
Гре́йсон (англ. Grayson County) — округ в штате Кентукки, США. Официально образован в 1810 году. По состоянию на 2010 год, численность населения составляла 25 746 человек.

## География
По данным Бюро переписи США, общая площадь округа равняется 1323,491 км2, из которых 1287,231 км2 суша и 36,260 км2 или 2,800 % это водоёмы.

## Население
По данным переписи населения 2000 года в округе проживает 24 053 жителей в составе 9596 домашних хозяйств и 6966 семей. Плотность населения составляет 19,00 человек на км2. На территории округа насчитывается 12 802 жилых строений, при плотности застройки около 9,70 строений на км2. Расовый состав населения: белые — 98,26 %, афроамериканцы — 0,50 %, коренные американцы (индейцы) — 0,17 %, азиаты — 0,14 %, гавайцы — 0,01 %, представители других рас — 0,22 %, представители двух или более рас — 0,71 %. Испаноязычные составляли 0,77 % населения независимо от расы.
В составе 32,10 % из общего числа домашних хозяйств проживают дети в возрасте до 18 лет, 58,90 % домашних хозяйств представляют собой супружеские пары проживающие вместе, 10,00 % домашних хозяйств представляют собой одиноких женщин без супруга, 27,40 % домашних хозяйств не имеют отношения к семьям, 24,10 % домашних хозяйств состоят из одного человека, 10,70 % домашних хозяйств состоят из престарелых (65 лет и старше), проживающих в одиночестве. Средний размер домашнего хозяйства составляет 2,47 человека, и средний размер семьи 2,91 человека.
Возрастной состав округа: 24,40 % моложе 18 лет, 9,00 % от 18 до 24, 28,00 % от 25 до 44, 24,60 % от 45 до 64 и 24,60 % от 65 и старше. Средний возраст жителя округа 38 лет. На каждые 100 женщин приходится 98,10 мужчин. На каждые 100 женщин старше 18 лет приходится 95,80 мужчин.
Средний доход на домохозяйство в округе составлял 27 639 USD, на семью — 33 080 USD. Среднестатистический заработок мужчины был 27 759 USD против 19 302 USD для женщины. Доход на душу населения составлял 14 759 USD. Около 13,90 % семей и 18,10 % общего населения находились ниже черты бедности, в том числе — 24,10 % молодёжи (тех, кому ещё не исполнилось 18 лет) и 15,70 % тех, кому было уже больше 65 лет.